# Кольчик Олександр Арсенійович
Олександр Арсенійович Кольчик (27 жовтня 1928, село Новокузнецовка Мечетинського району, тепер Зерноградського району Ростовської області, Російська Федерація — 3 червня 1990, місто Павлоград Дніпропетровської області) — український радянський діяч, один із новаторів вугільної промисловості Української РСР. Герой Соціалістичної Праці (28.05.1960). Депутат Верховної Ради УРСР 5—6-го скликань. Член ЦК КПУ в 1960—1966 роках.

## Біографія
З 1943 року працював учнем слюсаря, вагонним майстром станції Тихорецька Північнокавказької залізниці.
До 1955 року служив у Радянській армії.
З 1955 року працював гірничим робітником очисного вибою на шахті імені Лутугіна тресту «Чистяковантрацит» міста Чистякове Сталінської області. З 1955 року — бригадир комплексної бригади робітників очисного вибою дільниці № 4 шахти імені Лутугіна тресту «Чистяковантрацит» («Торезантрацит») Сталінської (Донецької) області.
Член КПРС з 1955 року.
У березні 1958 році виступив ініціатором масового соціалістичного змагання за економію державних коштів і зниження собівартості видобутого вугілля. Гірники бригади Кольчика вирішили економити на кожній видобутій тонні антрациту по 1 рублю. Вперше був застосований циклічний метод організації праці в лаві, за що бригада Кольчика отримала звання бригади комуністичної праці.
З 1972 року — гірничий майстер, начальник дільниці, гірничий диспетчер шахти «Павлоградська» міста Павлограда Дніпропетровської області.
Автор книг «За один карбованець економії на кожній тонні вугілля» (Київ, 1958), «Більше і дешевше» (Київ, 1958).
Потім — на пенсії в місті Павлограді. Похований на Алеї слави міського цвинтаря Павлограда.

## Нагороди
- Герой Соціалістичної Праці (28.05.1960)
- орден Леніна (28.05.1960)
- медаль «За трудову доблесть» (26.04.1963)
- знак «Шахтарська слава» трьох ступенів
- медалі
- заслужений шахтар Української РСР